# 초월함수
초월함수(超越函數, transcendental function)는 대수함수와 대조적으로, 다항식의 근으로 정의할 수 없는 함수이다. 다시 말하면, 초월함수는 유한한 대수 연산(덧셈, 곱셈, 거듭제곱)으로 표현할 수 없기 때문에 대수학을 "초월"하는 함수이다. 

## 정의
형식적으로, 실수 또는 복소수인 변수 {\displaystyle z}의 해석함수 {\displaystyle f(z)}는 이 함수가 그 변수와 대수적으로 독립적일 때 초월함수라고 한다. 이러한 초월함수의 정의는 다변수 함수로도 확장될 수 있다.

## 역사
초월함수인 사인과 코사인은 고대에 그리스(히파르코스)와 인도(jya and koti-jya)에서 물리적 측정을 통해 표로 만들어졌었다. 이런 삼각함수에 대한 혁신적인 이해는 17세기에 일어났으며, 1748년에 레온하르트 오일러(Leonard Euler)의 무한의 분석(Introductio in analysin infinitorum)에 소개되었다. 이 고대 초월 함수는 아르키메데스가 포물선의 구적법(Quadrature of the Parabola)을 만든 지 2천년 후인 1647년에 Gregoire de Saint Vincent에 의해 쌍곡선 xy=1의 구적법을 통해 연속 함수로 알려지게 되었다.
쌍곡선 아래의 영역은 일정한 경계의 비율에 대해 일정 면적을 갖는 성질을 가진다. 이렇게 알게 된 자연 로그 함수는 레온하르트 오일러가 밑이 e인 지수 함수와 같은 변수가 지수로 올라가는 함수와 연관성이 있다는 것을 알아낸 1748년까지는 제한되었었다. 이러한 초월함수가 알려지고, 역함수의 존재를 암시하는 전단사 속성이 주목받아서 대수 함수가 아니더라도 자연 로그의 대수적 조작을 위해 일부 시설이 제공되었다.
지수 함수는 {\displaystyle \exp(x)=e^{x}}이고, 오일러는 이것을 급수 {\displaystyle \sum _{k=0}^{\infty }x^{k}/k!}로 정의했다. 여기서 k!은 k의 계승 (수학)을 의미한다.
이 급수의 짝수항과 홀수항은 cosh x와 sinh x를 나타내기 때문에 {\displaystyle e^{x}=\cosh x+\sinh x}이다. 이런 초월 쌍곡선함수는 급수에 (−1)k을 사용한 교대급수에서 삼각 함수 사인과 코사인으로 변환할 수 있다. 오일러 이후의 수학자들은 사인과 코사인을 이 방법으로 로그와 지수 함수에 연관 지으며, 종종 복소 연산에서 오일러의 공식을 사용한다.

## 예
다음의 함수들은 초월함수이다:
{\displaystyle f_{1}(x)=x^{\pi }\ }
{\displaystyle f_{2}(x)=c^{x}}
{\displaystyle f_{3}(x)=x^{x}}
{\displaystyle f_{4}(x)=x^{\frac {1}{x}}\ }
{\displaystyle f_{5}(x)=\log _{c}x}
{\displaystyle f_{6}(x)=\sin {x}}
특히, ƒ2에서 c를 자연로그의 밑인 e로 둘 경우에는 ex가 초월함수라는 것을 얻을 수 있다. 마찬가지로 ƒ5에서 c를 e로 두면 {\displaystyle f_{5}(x)=\log _{e}x=\ln x} (즉, 자연로그)는 초월함수라는 것을 얻을 수 있다.

## 대수함수와 초월함수
가장 기본적인 초월함수는 로그함수, 지수함수(특정하지 않은 밑을 포함해서), 삼각함수, 그리고 쌍곡선함수와 그 역함수들이다. 또한, 조금 더 복잡한 초월함수의 예시로는 감마 함수, 타원함수 그리고 리만 제타 함수와 같은 것들이 있다. 즉, 해석학에 등장하는 특수 함수들은 거의 대부분 초월함수이다. 일반화된 초기하 함수와 베셀 함수는 일반적으로는 초월함수이지만, 특별한 매개 변수 값에서는 대수함수가 된다.
어떤 함수가 초월함수가 아니라면, 그 함수는 대수함수이다. 대수함수의 간단한 예로 유리 함수와 제곱근 함수가 있지만, 일반적으로 대수함수들은 기초 함수들의 유한한 식으로 정의될 수 없다.
많은 대수함수의 부정적분은 초월함수이다. 예를 들어, {\displaystyle f(x)={\frac {1}{x}}}이라는 대수함수의 부정적분은 초월함수인 {\displaystyle \color {blue}{\ln(x)}} {\displaystyle +\;C}이다.
미분 대수는 적분이 삼각 함수를 변수로 가지는 다항식을 취할 때와 같이 어떤 클래스에서 대수적으로 독립적인 함수를 만드는 방법을 검사한다.

## 초월적인 초월함수
수학과 물리학의 특수 함수들을 포함하여 가장 접하기 쉬운 초월함수는 대수 미분 방정식의 해이다. 또한, 감마 함수와 리만 제타 함수와 같은 초월함수들은 초월적인 초월함수또는 하이퍼 초월함수라고 불린다.

## 예외 집합
ƒ(z)가 대수함수이고, α가 대수적 수라면 ƒ(α)는 대수적 수이지만, 그 역은 성립하지 않는다. 즉 모든 대수적 수인 α에 대해서 ƒ (α)가 대수적 수인 초월 전해석 함수 ƒ (z)가 존재한다. 하지만 많은 경우에 ƒ(α)가 대수적 수가 되도록 하는 대수적 수 α의 집합의 크기는 상당히 작다. 예를 들어 ƒ(z)가 지수함수 ez일 때, ƒ(α)가 대수적 수가 되도록 하는 유일한 대수적 수는 α=0 일 때, ƒ(α)=1인 경우 뿐이다. 주어진 초월함수에서 대수적 수를 결과로 갖는 대수적 수의 집합을 그 함수의 예외 집합이라고 하며, 다음의 정의를 가진다.
{\displaystyle {\mathcal {E}}(f)=\{\alpha \in {\overline {\mathbf {Q} }}\,:\,f(\alpha )\in {\overline {\mathbf {Q} }}\}.}
이 집합이 계산 가능한 경우에는 초월수론으로 갈 수 있다. 예를 들어, 1882년에 페르디난트 폰 린데만이 지수함수의 예외집합은 {0}밖에 없다는 것을 증명했다. 특히 exp(1)= e 는 초월수이다. 또한 exp(iπ)=-1은 대수적이지만 iπ는 대수적이라고 할 수 없다. i가 대수적이기 때문에 암시적으로 π가 초월수라는 것을 의미한다.
일반적으로 함수의 예외 집합을 찾는 것은 어려운 문제이지만, 다음의 함수들은 계산되었다:
- {\displaystyle {\mathcal {E}}(\exp )=\{0\}},
- {\displaystyle {\mathcal {E}}(j)=\{\alpha \in \mathbf {H} \,:\,[\mathbf {Q} (\alpha ):\mathbf {Q} ]=2\}},
  - 여기서 j는 클라인의 J-불변량이고, H는 상반평면이며, [Q(α): Q]는 대수적 수체의 측도 Q(α). 이결과는 테오도어 슈나이더에 의한 것이다.[8]
- {\displaystyle {\mathcal {E}}(2^{x})=\mathbf {Q} },
  - 이 결과는 겔폰트-슈나이더 정리의 결과이다, 겔폰트-슈나이더 정리는 α가 대수적이고 0이나 1이 아니고, β가 대수적 무리수이면 αβ 초월수이라는 것이다. 그렇기 때문에 함수 2x는 0과 1이 아닌 모든 대수적 수 c에 대해서 cx로 대체할 수 있다. 그래서 우리는 다음의 결과를 얻을 수 있다:
- {\displaystyle {\mathcal {E}}(x^{x})={\mathcal {E}}(x^{\frac {1}{x}})=\mathbf {Q} \setminus \{0\}.}
- 초월 수 이론에서 섀뉴얼의 추측의 결과는 다음과 같다. {\displaystyle {\mathcal {E}}(e^{e^{x}})=\emptyset .}
- 섀뉴얼의 추측을 가정 할 필요가 없는 빈 예외 집합을 갖는 함수는 ƒ(x) = exp(1 + πx)이다.

주어진 함수에 대한 예외 집합을 계산하는 것이 쉽지는 않지만, 대수적 수로 이루어진 임의의 부분 집합 A가 주어지면 예외 집합이 A 인 초월함수 ƒ가 있다는 것은 알려져있다. 부분 집합이 적절할 필요는 없으며, 이것은 A가 대수적 수 집합이 될 수 있다는 의미이다. 이것은 오직 초월수를 받았을 때만 초월수를 반환하는 초월함수가 있음을 직접적으로 의미한다. Alex Wilkie는 전형적인 해석함수를 제공함으로써 초월에 대한 1차 논리 증명이 존재하지 않는 초월 함수가 있음을 증명했다.

## 차원 분석
차원 분석에서, 초월함수는 인자가 차원이 없을 때(아마 대수 감소 후에)만 의미가 있기 때문에 주목할 만 하다. 그렇기 때문에 초월 함수는 차원오류를 찾아내기 쉬울 수 있다. 예를 들어 log(5미터 / 3미터)나 log(3)미터와 달리 log(5미터)는 불가능 하다. 로그함수의 특징을 이용하여 log(5)+log(미터)를 얻으려 할 수는 있지만, 다른 문제가 있다: 일차원에 비 대수 연산을 적용하면 무의미한 결과가 나타날 뿐이다.

## 같이 보기
- 복소함수
- 함수
- 일반화된 함수(en:Generalized function)
- 특수 함수와 eponyms의 목록(en:List of special functions and eponyms)
- 함수의 종류(en:List of types of functions)
- 유리 함수
- 특수 함수